# 柳超 (1981年)
柳超（1981年—），男，河南开封人，中国企业家，天眼查创始人、董事长。他是中国国家“千人计划”专家，曾在微软和搜狗任职。
1999年柳超获得河南省理科高考第一名（状元），2003年毕业于北京大学计算机系，后在美国伊利诺伊大学获得计算机硕士与博士学位。2014年10月，他在中关村建立可以查询中国大陆公司各类信息的网站——天眼查。